# Pierre Razoux
Pierre Razoux, né le 23 juin 1966 à Toulon, est un historien français spécialisé dans les conflits contemporains et les relations internationales. Il est l'auteur de plusieurs ouvrages de référence sur ce sujet.
Il est notamment l'auteur de livres sur la guerre Iran-Irak et les conflits israélo-arabes, sur Tsahal, la guerre des Malouines et la Géorgie.

## Biographie
Pierre Razoux est docteur en histoire et sa thèse sur la guerre du 6 au 24 octobre 1973 entre Israël, l'Égypte et la Syrie fut soutenue en 1997 devant l'université Paul Valéry de Montpellier. Il est habilité à diriger les recherches par l'Université Paris-Sorbonne. Son livre La Guerre israélo-arabe d'octobre 1973 est tiré de sa thèse consacrée à la Guerre du Kippour.
Il a été affecté entre 1995 et 1997 sur un poste d'échange au Ministère de la Défense britannique en tant qu'attaché d'administration centrale. Auparavant, en 1993, à la sortie de sa scolarité effectuée comme élève-attaché de l'Etat en Institut régional d'administration, il a obtenu une affectation au sein du ministère de la Défense à Paris au sein de la direction de l'administration générale, au Secrétariat Général pour l'Administration.
À la suite de son affectation temporaire à Londres, il a été affecté au sein de la Délégation aux Affaires stratégiques du ministère de la Défense et a suivi à Paris le dossier bilatéral franco-britannique.
Il a été choisi, en 2007, pour être chercheur au Collège de défense de l'OTAN à Rome avec pour aire de responsabilité le Moyen-Orient. Cette fonction prestigieuse l'amène à rédiger régulièrement des articles dans la presse spécialisée comme Defense News ou dans la presse internationale comme le New York Times, Le Figaro et Le Monde.
Depuis 2012, il est Directeur de recherches chargé du pôle "pensées stratégiques comparées" à l'Institut de recherche stratégique de l'École militaire (IRSEM).
Il est auditeur de la 67e session nationale « politique de défense » de l'Institut des hautes études de défense nationale (cycle 2014-2015).
Il a créé également un  jeu de guerre sur plateau qui a été commercialisé en mai 2017. Il est l'auteur d'un autre jeu nommé FITNA, d'après un mot arabe relatif aux rivalités entre musulmans, et pouvant être traduit par « révolte, agitation, sédition », sur les guerres au Moyen-orient.

## Publications
- La Guerre israélo-arabe d'octobre 1973 : une nouvelle donne militaire au Proche-Orient, Paris, Economica, 1999  (ISBN 2-7178-3813-9)
- Le Chili en guerre, Paris, Economica, 2004,  (ISBN 978-2717849851)
- La Guerre des Malouines (avec Charles Maisonneuve), La Rivière, 2002,  (ISBN 978-2914205030)
- La Guerre des six jours : 5-10 juin 1967 : du mythe à la réalité, Paris, Economica, 2006  (ISBN 2-7178-5193-3)
- Tsahal, nouvelle histoire de l'armée israélienne, Paris, Perrin, 2008  (ISBN 978-2-262-02792-6)
- Après l’échec - Les réorientations de Tsahal depuis la deuxième guerre du Liban, IFRI, Focus stratégique no 2, 2007.
- Histoire de la Géorgie, Paris, Perrin, 2009,  (ISBN 978-2-262-02645-5)
- La guerre Iran-Irak : Première guerre du Golfe (1980-1988), Paris, Perrin, 12 septembre 2013, 608 p. (ISBN 978-2-262-04195-3)
- Ciel de gloires. Histoire des as au combat, Flammarion, 2015, 386 pages.  (ISBN 978-2081363144)
- Le siècle des as : Une autre histoire de l'aviation, Perrin, 2019, 462 p.  (ISBN 978-2-262-04827-3)
- Épaulard et Diodon, protéger Beyrouth, 1982-1984, ECPAD, 2023, 272 p.

## Jeu de guerre
- Bloody Dawns – The Iran-Iraq War, 2017, High Flying Dice Games